# Oostenrijkse presidentsverkiezingen 1965
De vierde verkiezingen voor een bondspresident tijdens de Tweede Oostenrijkse Republiek vonden op 23 mei 1965 plaats, volgend op het overlijden van bondspresident Adolf Schärf.
De SPÖ droeg Franz Jonas voor als presidentskandidaat, terwijl de ÖVP oud-bondskanselier Alfons Gorbach naar voren schoof.

## Uitslag
De verkiezingen werden gewonnen door Franz Jonas die Gorbach met een klein verschil wist te verslaan.
| Kandidaat                   | Kandidaat                   | Partij                                  | Stemmen   | Percentage |
| --------------------------- | --------------------------- | --------------------------------------- | --------- | ---------- |
|                             | Franz Jonas                 | Sozialistische Partei Österreichs (SPÖ) | 2.324.436 | 50,7%      |
|                             | Alfons Gorbach              | Österreichische Volkspartei (ÖVP)       | 2.260.888 | 49,3%      |
| Ongeldige en blanco stemmen | Ongeldige en blanco stemmen | 94.103                                  | —         |            |
| Totaal (Opkomst 95,99%)     | Totaal (Opkomst 95,99%)     |                                         | 4.679.427 | 100%       |

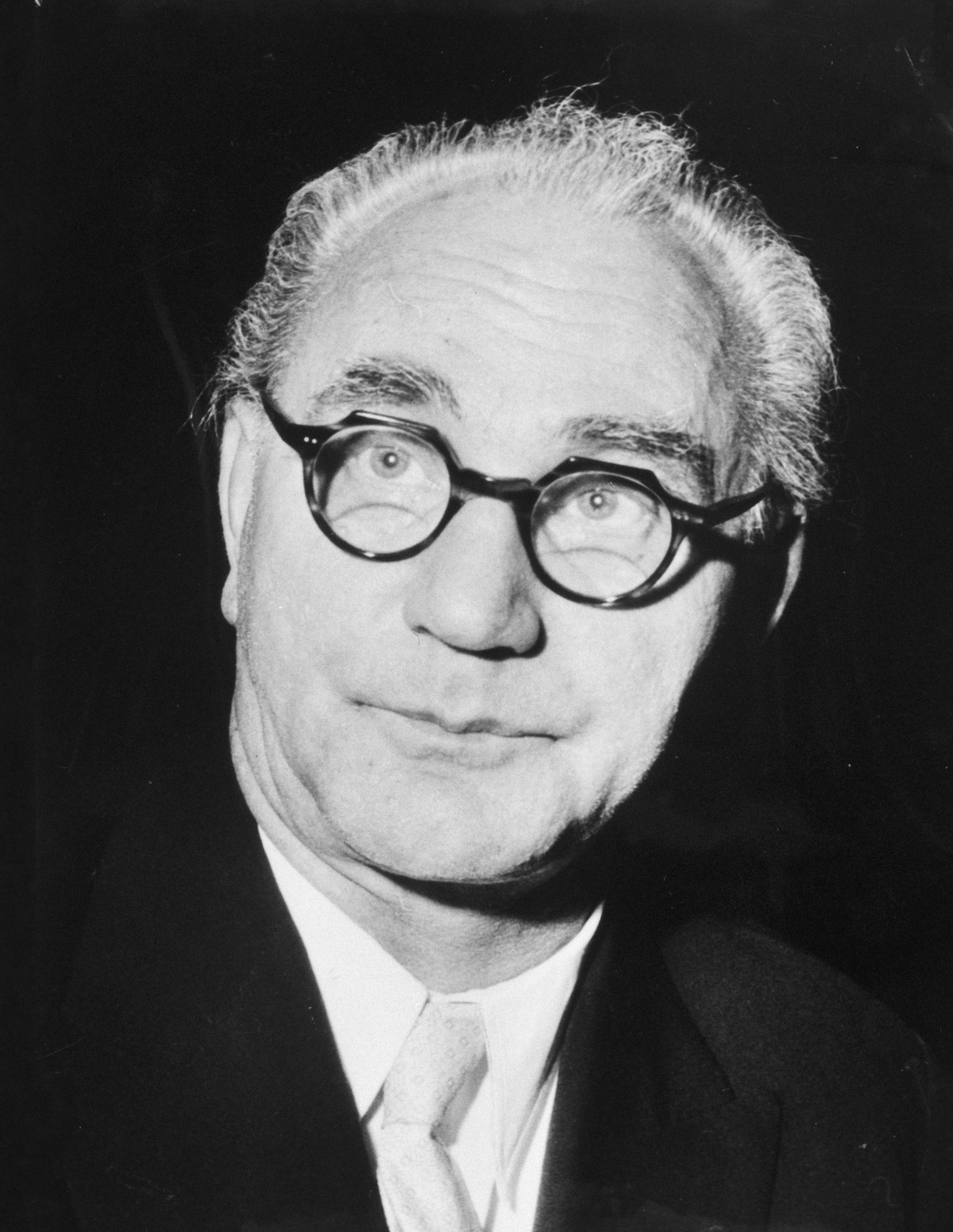
Franz Jonas
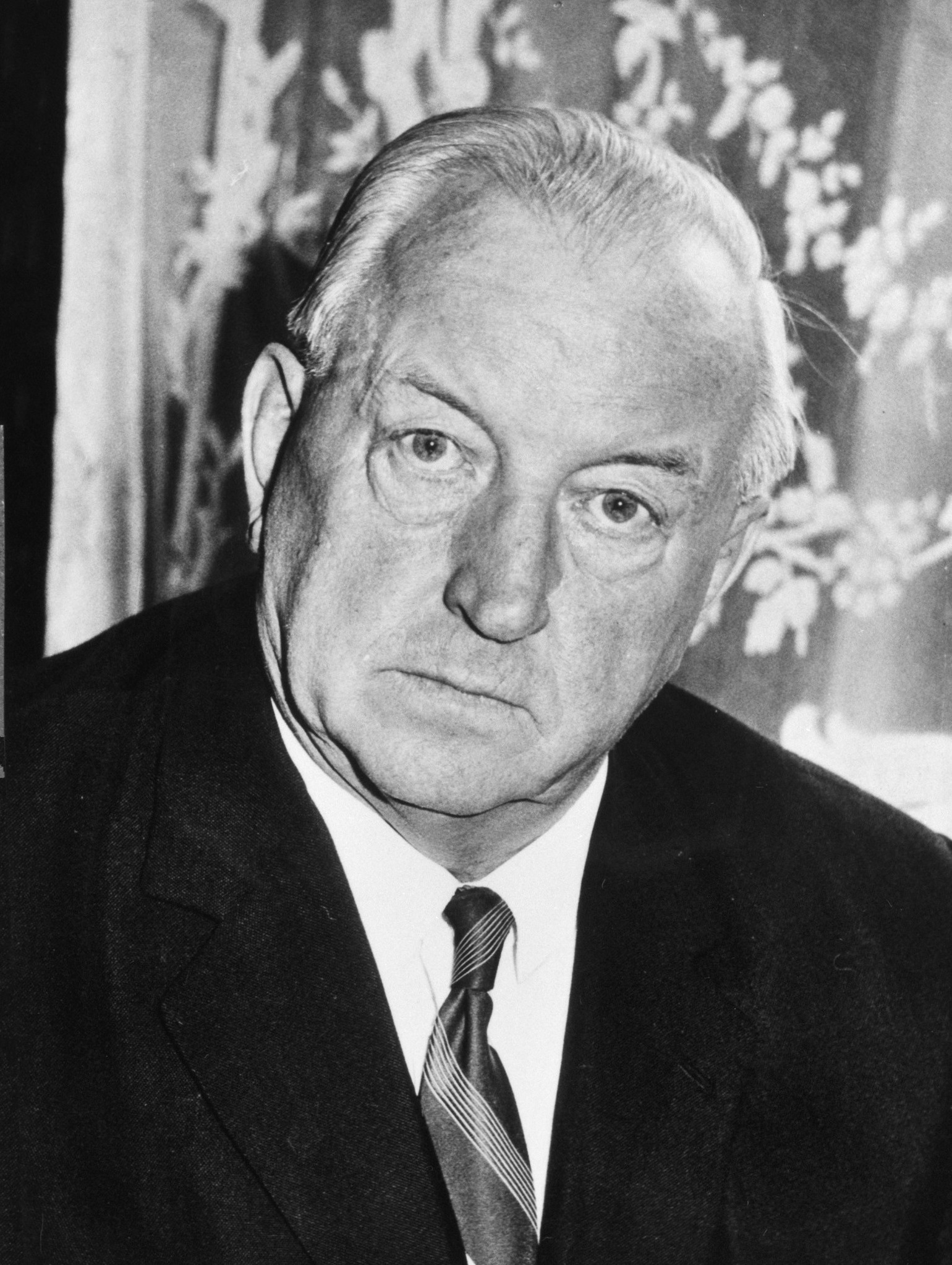
Alfons Gorbach